# Kjell Ringi

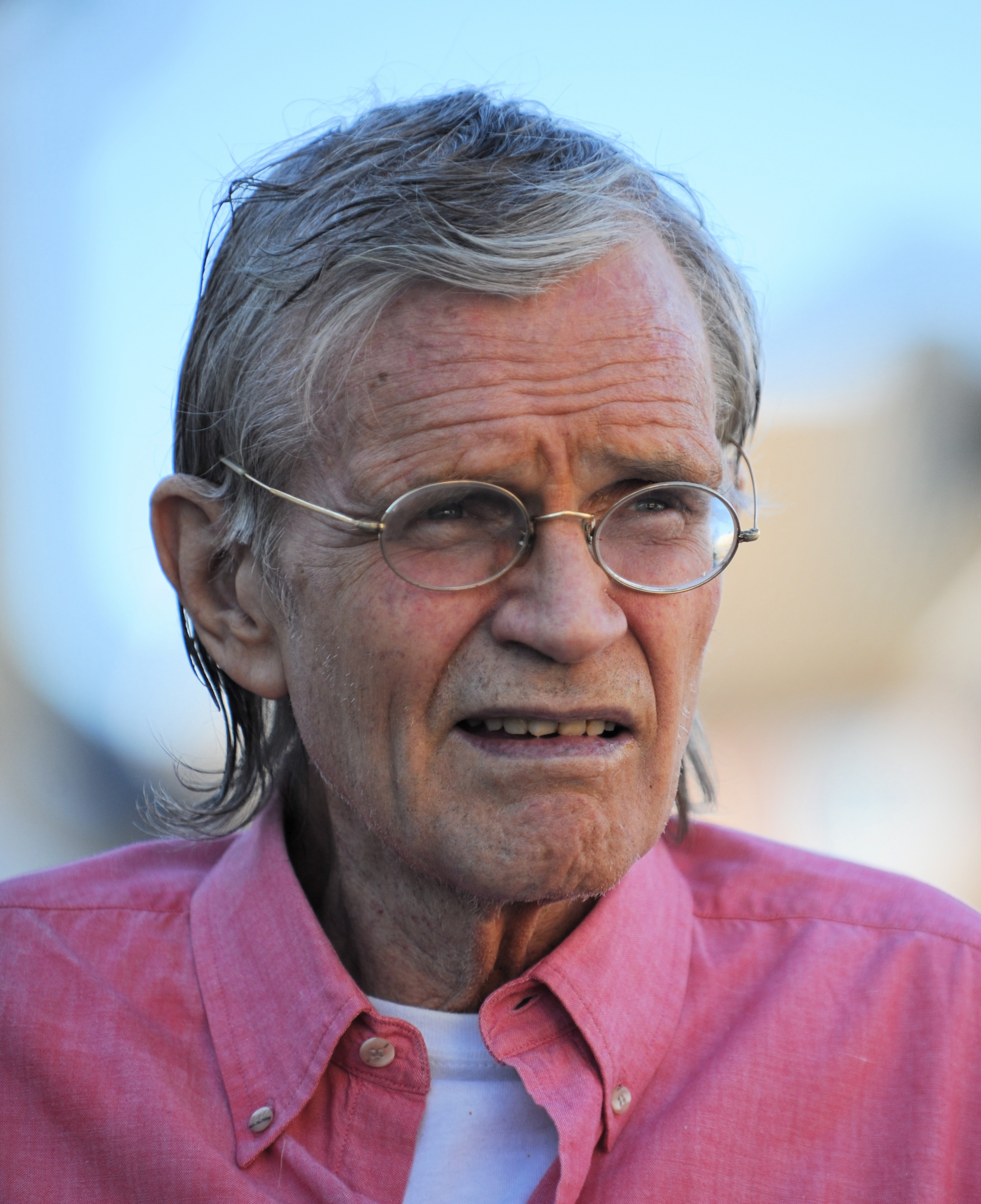
Kjell Ringi Göteborg 2009.

Kjell Arne Sörensen-Ringi, född 3 februari 1939 i Göteborgs Johannebergs församling, Göteborg, död 24 mars 2010 i Göteborgs domkyrkoförsamling, Göteborg, var en svensk tecknare, målare, grafisk designer, skulptör, författare och reklamkonstnär. 
Sörensen-Ringi studerade vid Bergs reklamskola i Stockholm och Slöjdföreningens skola i Göteborg innan han fick anställning som reklamkonstnär. Han övergick till fri konstnärlig verksamhet 1963. Separat ställde han bland annat ut ut på Galleri Prisma i Stockholm 1964, God konst i Göteborg 1966 och i Norrköping 1966. Hans konst består av fantasirika sirliga mönster där de små delarna av mönstret består av små gubbar ordnade i parader eller andra formationer samt humoristiska kompositioner uppbyggda av en fantasiarkitektur som för tankarna till amerikansk affischkonst. 
Ringi har spridit sin konst främst i Europa och USA:s största städer, i flera gallerier, museer, triennaler och konstmässor. Bland hans arbeten finns officiella monumentala objekt, konstböcker, konst- och dokumentärfilmer, internationella evenemangsaffischer etc. Mellan 1967 och 1974 skapade han sju bildböcker för tre bokförlag i New York: Random House, Harper & Row och Franklin & Watts.
Ringi är representerad i ett trettiotal internationella museer som exempelvis Metropolitan Museum of Art i New York, Art Institute i Chicago, Bibliothèque Nationale i Paris, Museum Ludwig i Köln, Olympic Museum i Lausanne och Staatliche Museen i Berlin.
Boken om hans konst Visionära målningar 1995 av Oscar Reutersvärd, finns representerad på ett sextiotal bibliotek runtom i världen. Kjell Ringi skapade även den officiella affischen för Ostindiefararen Götheborg år 2000  och han har gjort sig känd i Göteborg kanske främst genom sina miniatyrer.
Den sista utställningen som Kjell Ringi hann med innan sin bortgång blev på Röhsska museet.

## Utställningar
Svenska konstnärers SvK hemsida listar en del av de utställningar som Kjell Ringi har haft runt om i världen.
- Metropolitan Museum of Art, New York.
- Cooper-Hewitt Museum, National Design Museum, New York.
- Brooklyn Museum, New York.
- The New York Public Library, Collection of Prints, New York.
- Olympic Museum, Lausanne, Schweiz.
- Kupferstich Kabinett, Berlin, Tyskland.
- Guild Hall, East Hampton, New York.
- Museum of Contemporary Art, Chicago.
- The Royal Library, Albert I, Bryssel, Belgien.
- Museum für Gestaltung, Zürich, Schweiz.
- Minneapolis Institute of Art, USA.
- United Nations, New York.
- Museo de Arte Moderno, Mexico City.
- San Francisco Museum of Modern Art, USA.
- Laguna Beach Museum of Art, California, USA.
- Walker Art Center, Minneapolis, USA.
- Grünwald Center for Graphic Arts, University of California,Los Angeles.
- Newport Harbor Art Museum, California, USA.
- Pratt Institute, New York.
- Bibliotheque Nationale, Paris.
- Museum Ludwig, Cologne, Tyskland.
- Museum of Fine Arts, Boston, USA.
- Indiana Museum of Art, Indiana, USA.
- The Art Museum Florida, Miami, USA.
- Swedish-American Museum, Chicago, USA.
- Museum China Art Gallery, Beijing, Kina.
- Kunstmuseum Düsseldorf, Tyskland.
- Museé des Arts Decoratives, Paris.
- Albertina Graphiche Sammlung, Wien, Österrike.
- Göteborgs Konstmuseum, Sverige.
- Kungliga Biblioteket, Avdelningen för utländska böcker. Stockholm, Sverige.
- Svenska Filminstitutet, utvalda filmaffischer, Stockholm, Sverige.
- Kunstindustrimuseet, Köpenhamn, Danmark.
- Der Staatliche Museen, Berlin, Tyskland.